# Anne-Marie Carrière
Pour les articles homonymes, voir Carrière et Blanckaert.
Anne-Marie Brilman, née Blanquart, dite Anne-Marie Carrière, est une actrice, humoriste, chansonnière française née le 16 janvier 1925 dans le 14e arrondissement de Paris et morte le 29 décembre 2006 à Nanterre.

## Biographie
Anne-Marie Carrière, nom de scène d'Anne-Marie Brilman (née Blanquart), est la fille de Léon Blanquart (né en 1882) et de Florine van Brussel (1896-1974).
Après des études secondaires au lycée Jules-Ferry à Paris, elle obtient une licence en droit. Alors qu'elle travaille dans une entreprise de textiles, elle fonde avec ses collègues un club qu'elle nomme le Carcamousse et se fait remarquer, lors d'une soirée privée de son club, par le directeur artistique du théâtre des Noctambules qui lui propose de faire partie de la revue des Noctambules et elle fait, dans ce cabaret, ses débuts de chansonnière.

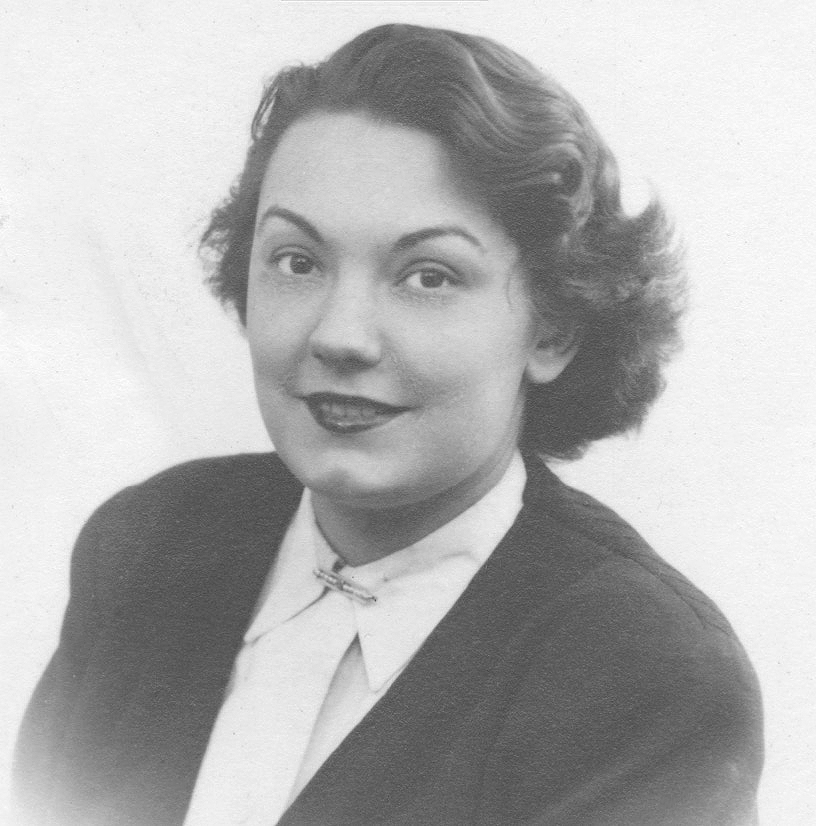
Anne-Marie Carrière en 1949 (Sacem).

Elle interprète ensuite d'innombrables personnages comiques, notamment au théâtre des Deux Ânes, au Caveau de la République, au théâtre de Dix Heures et fait longtemps figure d'exception, exemple presque unique de « chansonnière » à l'âge d'or de ce métier.
Elle a animé plusieurs émissions de radio et de télévision : Le Grenier de Montmartre (radio) et Le Clin d'œil (télévision), toutes deux animées par Jean Lec, ainsi que L'Humour au féminin à partir de 1970 sur Europe 1, C'est pas sérieux, où elle tenait le kiosque de Mademoiselle Rose avec Jean Amadou et Jean Bertho, L'Oreille en coin avec Jean Amadou, Jacques Mailhot et Maurice Horgues. Elle apparaît également dans la célèbre émission des télévisions francophones Le Francophonissime comme représentante de Télé Luxembourg (1969-70) puis de la France (1973-1974), ainsi qu'aux jeux de 20 heures sur FR3. Au début de sa carrière, elle fait une brève apparition dans le rôle de la tenancière d'un estaminet fréquenté par des mineurs dans le film américain The Razor's Edge (Le Fil du rasoir) d'Edmund Goulding. Anne-Marie Carrière fait de nombreuses apparitions dans les pièces de l'émission de Pierre Sabbagh, Au théâtre ce soir, et dans plusieurs films comme La Cuisine au beurre avec Fernandel et Bourvil. Elle fut l'une des têtes d'affiche des Tournées Charles Baret en jouant dans Madame Princesse de Félicien Marceau aux côtés de Michel Le Royer, Marthe Mercadier, Marius Balbinot et Alix Mahieux.
À la télévision, elle est une invitée récurrente de L'Académie des neuf dans les années 1980.
Elle publie également plusieurs livres, Piments doux en 1963, Recueil de poèmes humoristiques et Mon musée de l'homme en 1968 et enregistre de nombreux disques publicitaires, en vogue à l'époque avec entre autres, son complice Jean Valton. Elle a écrit aussi le Dictionnaire des hommes qui a obtenu le Grand Prix de l'Humour en 1963.
Elle fut mariée deux fois : avec Jerzy Zygmut Rencki (1958-1961) puis avec Philippe Brilman (1964-2006).
Elle est enterrée au cimetière parisien de Bagneux dans la 23e division.
Dans le quartier de Montmartre, à Paris, la petite place au croisement des rues Lepic et Joseph de Maistre, dans le 18e arrondissement, porte le nom de place Anne-Marie-Carrière.

## Filmographie
« Française moyenne type » comme elle aimait à se définir, comédienne, humoriste et chansonnière, Anne-Marie Carrière aura été, pendant de nombreuses années, une femme qui aura marqué les esprits par son humour bon enfant et une rondeur dont elle savait si bien se servir.

### Cinéma
- 1946 : Le Fil du rasoir (The Razor’s Edge) d'Edmund Goulding
- 1956 : Baratin de Jean Stelli : Adélaïde, la patronne de la blanchisserie
- 1963 : Le Bon Roi Dagobert de Pierre Chevalier
- 1963 : La Cuisine au beurre de Gilles Grangier : Gerda
- 1966 : Trois Enfants dans le désordre de Léo Joannon : Marguerite, la mère de Roger

### Télévision
- 1967 : Deux Romains en Gaule de Pierre Tchernia (téléfilm)
- 1971 : Le Voyageur des siècles de Jean Dréville (mini-série, épisode 3) : Mary d'Autson
- 1971 : Aubrac-City de Jean Pignol (feuilleton) : Emily Gairaith
- 1974 : Un curé de choc (26 épisodes de 13 minutes) de Philippe Arnal

### Au théâtre ce soir
- 1966 : J'y suis, j'y reste de Raymond Vincy et Jean Valmy, mise en scène Jean Valmy, réalisation Pierre Sabbagh, théâtre Marigny
- 1973 : Pique-nique en ville de Georges de Tervagne, mise en scène Jacques-Henri Duval, réalisation Georges Folgoas, théâtre Marigny
- 1978 : Un ménage en or de Jean Valmy et Marc-Cab, mise en scène Maurice Ducasse, réalisation Pierre Sabbagh, théâtre Marigny

## Discographie
- À pied…à cheval…et en voiture ! (Anne-Marie Carrière et Jean Valton)
- EDF, le chauffe-eau électrique  (Anne-Marie Carrière et Pierre-Jean Vaillard)
- Fais les chromes (Anne-Marie Carrière et Jean Rigaux)
- Le guide de l’homme (Anne-Marie Carrière) - Fontana, rééd. Philips
- L’homme de 50 ans  (Anne-Marie Carrière) - Fontana
- Les nouveaux séducteurs (Anne-Marie Carrière) - Fontana
- Assurance fidélité (Anne-Marie Carrière) - Fontana
- Votez Carrière (Anne-Marie Carrière) - Fontana
- À toutes pompes (Anne-Marie Carrière et Jean Valton)
- 10 ans de silence… (Bulgomme) - 1964 - (Anne-Marie Carrière)
- Anne-Marie Carrière - Joe Dassin (Compilation) - CBS
- Super Marchais (Anne-Marie Carrière et Jean Amadou) - 1977 -  Productions Paul Lederman / Phonogram

## Théâtre
- 1955 : Monsieur et Mesdames Kluck de Germaine Lefrancq, mise en scène Georges Vitaly, théâtre La Bruyère
- 1966 : J'y suis, j'y reste de Raymond Vinci et Jean Valmy, mise en scène Jean Valmy, théâtre Marigny
- 1970 : Tartuffe de Molière, mise en scène Fernand Ledoux
- 1983 : Madame… pas dame de Robert Favart, mise en scène Marcelle Tassencourt, théâtre Montansier
- 1984 : Madame… pas dame de Robert Favart, mise en scène Marcelle Tassencourt, théâtre des Bouffes-Parisiens